# OPAL (gazociąg)

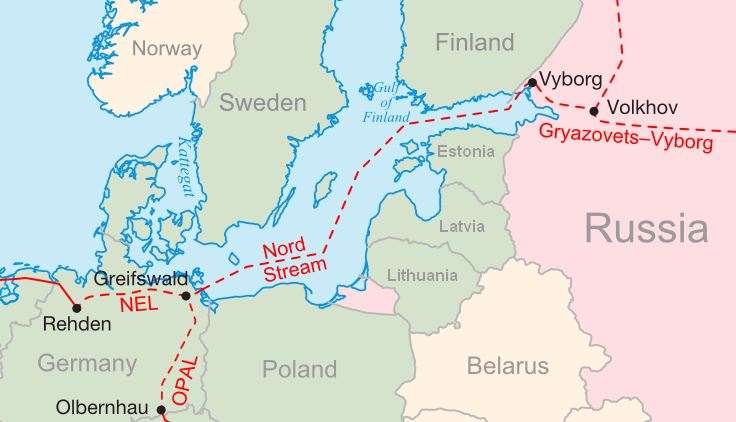
Gazociąg Nord Stream oraz jego odnogi: OPAL i NEL

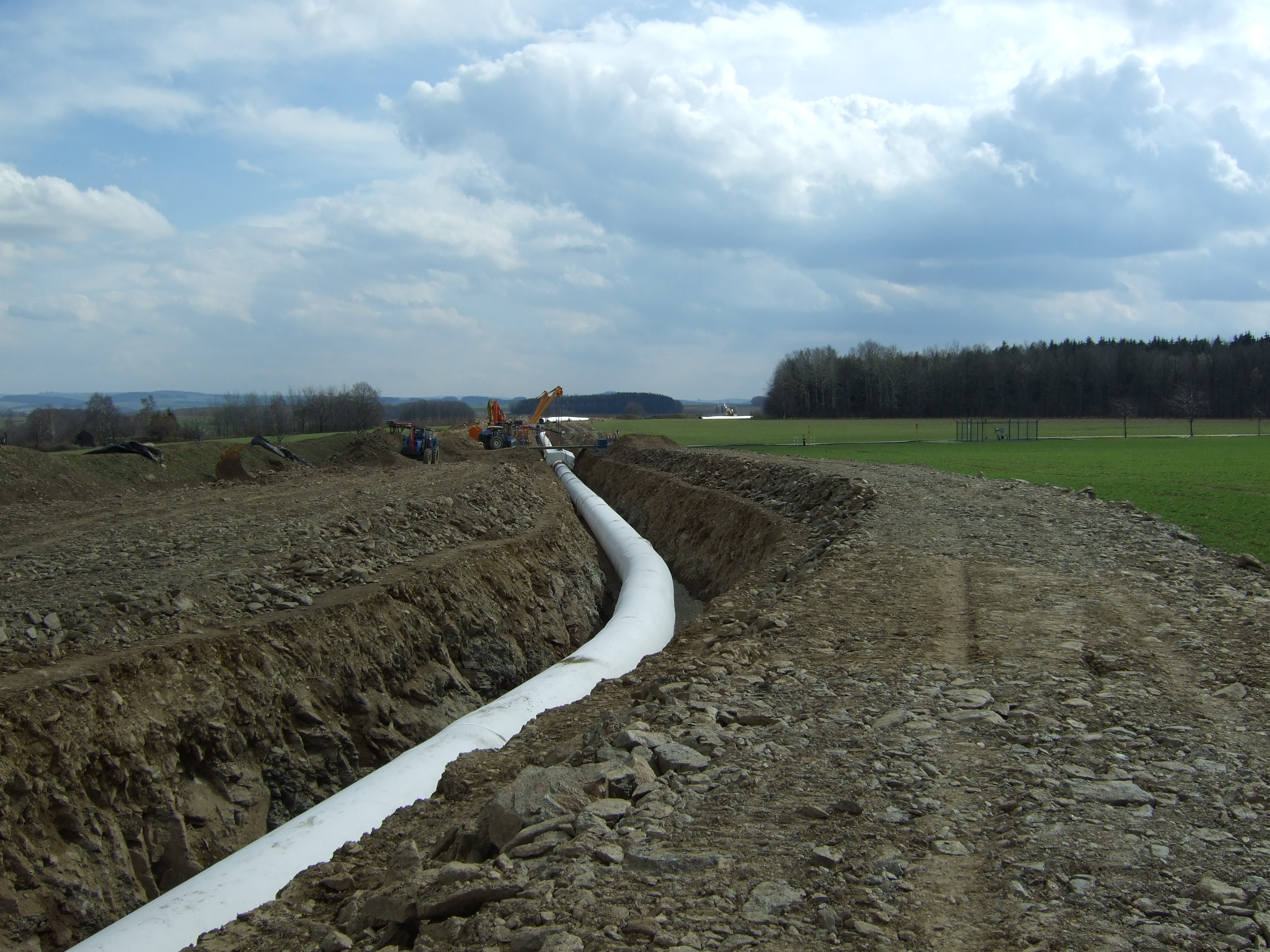
Rura gazociągu OPAL w pobliżu miejscowości Weißenborn/Erzgeb. w Niemczech

OPAL (pełna nazwa niemiecka: Ostsee-Pipeline-Anbindungsleitung) – niemiecki gazociąg północ-południe. Stanowi wschodnią odnogę przedłużenia lądowego Gazociągu Północnego (Nord Stream), zachodnią odnogę stanowi NEL.
Budowa gazociągu ruszyła 19 października 2009. Swój bieg rozpoczyna w pobliżu miejscowości Lubmin koło Greifswaldu przy granicy z Polską, biegnie wzdłuż granicy z Polską w kierunku do Czech i Słowacji, gdzie ma się połączyć z czeskim gazociągiem GAZELA, którym planuje się m.in. przesyłać gaz do Francji poprzez gazociąg MEGAL.
Gazociąg został oddany do użytku 13 lipca 2011 r. i liczy 470 km długości. Głównymi udziałowcami rurociągu są dwa niemieckie koncerny: Wingas (80%) i E.ON Ruhrgas (20%). Perspektywicznie gazociągiem będzie można dostarczać gaz przez Słowację również do Polski.
Dla gazociągu OPAL nie mają obowiązywać niemieckie regulacje dotyczące konkurencyjności dostaw, z czego przedsięwzięcie zostało zwolnione 25.02.2009.